# Арсенид триниобия
Арсенид триниобия — бинарное неорганическое соединение 
ниобия и мышьяка
с формулой Nb3As,
кристаллы,
не растворимые в воде.

## Получение
- Спекание стехиометрических количеств порошкообразного ниобия и мышьяка:

{\displaystyle {\mathsf {3Nb+As\ {\xrightarrow {1700^{o}C}}\ Nb_{3}As}}}

## Физические свойства
Арсенид триниобия образует кристаллы
тетрагональной сингонии,
пространственная группа P 42/n,
параметры ячейки a = 1,02937 нм, c = 0,51971 нм, Z = 8

.
Имеет метастабильную кубическую модификацию, которая переходит в сверхпроводящее состояние при 6,5 К

.
Не растворяется в воде.